# مير (نظام دفع)
مير (بالروسية: Мир)‏ ؛ تعني حرفيا  السلام أو العالم ) هي شركة خدمات مالية روسية تقدم بطاقات بنكية للبنوك يقع مقرها في موسكو، روسيا وهي مملوكة لشركة تتبع البنك المركزي الروسي. تُسهل شركة مير عمليات تحويل الأموال الإلكترونية بناءً على نظام الدفع الوطني الذي أنشأه البنك المركزي الروسي بموجب القانون المعتمد في 1 مايو 2017. يتم تشغيل مير عبر شركة مملوكة بالكامل للبنك المركزي لروسيا.
لا تصدر مير بطاقات ولا تحدد أسعارًا ورسومًا للمستهلكين؛ بدلاً من ذلك تزود مير المؤسسات المالية (مثل: المصارف) بمنتجات الدفع التي تحمل علامة مير والتي يستخدمونها بعد ذلك لتقديم بطاقات الائتمان أو بطاقات الحسابات الجارية أو البرامج الأخرى لعملائهم. يتم قبول بطاقات مير في الغالب من قبل الشركات التي تتخذ من روسيا مقراً لها، مثل إيروفلوت أو السكك الحديدية الروسية، على الرغم من أنها أصبحت تدريجياً تحظى بشعبية بين الشركات الأجنبية التي تقوم بجزء من أعمالها في روسيا.

## تاريخ نظام مير للمدفوعات
ولدت فكرة «مير» من سلسلة من المبادرات المشتركة بين البنك المركزي الروسي والبنك الدولي في منتصف العقد الأول من القرن الحادي والعشرين والتي تهدف إلى إنشاء إطار عمل لنظام معالجة المدفوعات المستقل داخل روسيا. بينما كان التطوير على وشك الانتهاء، أوقفت الأزمة المالية العالمية (2008) النشاط في المشروع إلى أجل غير مسمى. على أساس هذا العمل الأساسي، تم إضفاء الطابع الرسمي على مير كنظام في عام 2014 كوسيلة للتغلب على المشاكل المحتملة للمدفوعات الإلكترونية في داخل روسيا، بعد أن حُرمت العديد من البنوك الروسية من استعمال خدمات الشركات الأمريكية فيزا وماستركارد بسبب العقوبات الدولية خلال الأزمة الأوكرانية عليها. لذا ونتجية لتلك العقوبات تم إطلاق البطاقات الأولى التي تعمل على نظام مير في ديسمبر 2015. بدأ بنك سبيربنك وهو البنك الرائد في روسيا، في إصدار بطاقات مير في أكتوبر 2016. وبحلول نهاية عام 2016، تم إصدار 1.76 مليون بطاقة مير من قبل 64 مصرفاً. اعتبارًا من فبراير 2021 ، تم إصدار 89.4 مليون بطاقة. تم إتمام 3.5 مليار دفعة باستخدام نظام مير في عام 2020، بزيادة 75٪ عن عام 2019. وفي مارس 2021، أعلن نظام الدفع الوطني الروسي عن حظر تجديد المحافظ الإلكترونية الأجنبية (مثل فيزا وماستر كارد). تعتبر مثل هذه العمليات عالية المخاطر.

## منطقة خدمات نظام مير

### روسيا
يتم الترويج لنظام مير بشكل أساسي من قبل الحكومة الروسية، مع تشريع ينص على أن جميع مدفوعات الرعاية الاجتماعية والمعاشات التقاعدية يجب أن تتم معالجتها من خلال نظام مير بحلول كانون الثاني (يناير) 2018 التي تدخل حيز التنفيذ في 1 مايو 2017. كانت البنوك مترددة في إصدارها، لأنها تخشى أن تكون تكلفتها أعلى مقارنة بالبطاقات التي تنتمي إلى أنظمة دفع أكثر رسوخًا.

### القبول في دول أخرى
اعتبارًا من 27 سبتمبر 2022، خدمات شركة مير موجودة في هذه الدول:
1. بيلاروسيا
2. مصر (2022)
3. كازاخستان (2023)
4. قيرغيزستان
5. طاجيكستان
6. فنزويلا (2022)
7. كوبا (2022)

الدول التي سمحت باستخدام بطاقات مير فيها سابقًا، ولكن عُلقت العمليات فيها منذ 20 سبتمبر 2022 أو قبل ذلك:
1. أرمينيا (2018)
2. تركيا (2019-2022)
3. أوزبكستان (2019-2022)
4. فيتنام

في عام 2018، تم إدخال النظام أيضًا في أرمينيا وأوسيتيا الجنوبية . وفي عام 2019، تم تقديم النظام أيضًا في أبخازيا وتركيا وأوزبكستان .

## روابط خارجية
- الموقع الرسمي (باللغة الروسية)
- Mir على موقع نظام بطاقة الدفع الوطني